# Manchester teriér
Manchester teriér (anglicky: Manchester terrier) je psí plemeno pocházející ze západní části Anglie, konkrétně z Manchesteru. Tento štíhlý atletický pes dosáhl vrcholu obliby před sto lety, kdy proslul jako "teriér anglického gentlemana". Vyvážel se do Ameriky a do Německa a nepochybně svým nezaměnitelným zbarvením, černým s pálením, přispěl i k vývoji dobrmana. Toto plemeno známe i pod názvem black and tan teriér.

## Historie

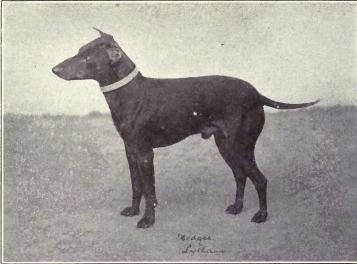
Manchester teriér v roce 1915

Plemeno manchesterský teriér pochází asi z 15. století. Jeho historie ale dodnes není jasně známá, mezi jeho předky se ale nejspíše řadí vipet a greyhound. Jejich původní vyžití byl hlavně lov krys, ale byli to i společníci. Podle všeho je i jedním z nejstarších plemen teriérů.
Od roku 1862 je toto plemeno rozdělené hned na dvě samostatná - lehčí jedinci pod 5 kg se řadí jako angličtí toy teriéři, neboli black and tan toy teriéři.

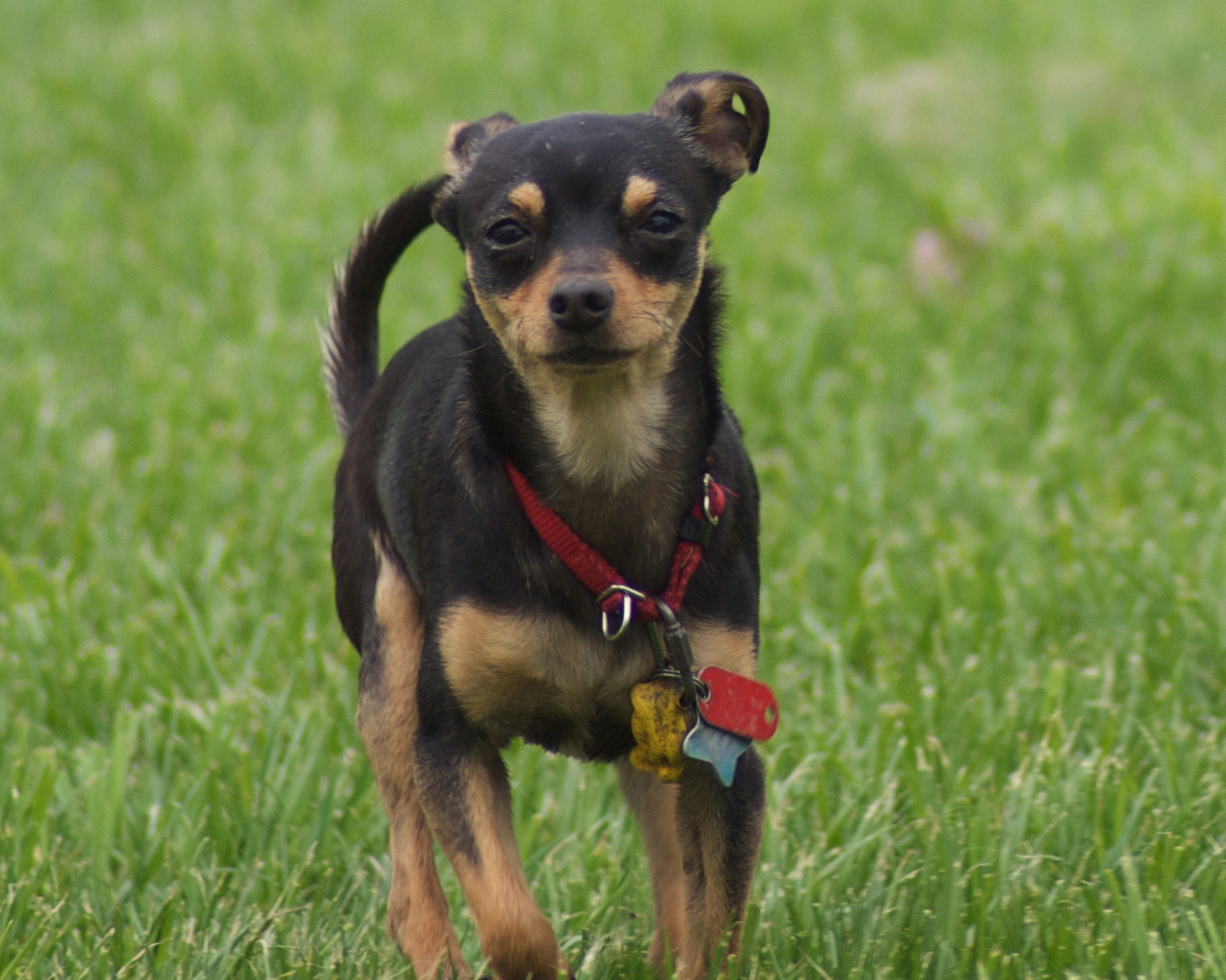
Miniaturní manchester teriér

První jedinec byl do plemenné knihy zapsán v roce 1873, kdy byl tedy ještě známí a zapsaný také jako black and tan teriér, tento název byl odvozen podle jeho zbarvení, protože krom popisu "černá s hnědým pálením" se tato barva popisuje i jako black and tan. Má ji třeba dobrman, což je podle všeho předek tohoto plemene; manchesterského teriéra.
Název manchester teriér získal až v roce 1880, do té doby se mu říkalo třeba i Anglický teriér — English terrier.
Během druhé světové války toto plemeno málem vyhynulo a celkově i upadla jeho popularita. V Anglii byla celkem jen desítka psů tohoto plemene s prokázaným původem! Plemeno se podařilo oživit několika zapáleným chovatelům, a dnes je toto plemeno velmi oblíbené a velmi početné po celém světě!
Oficiální používaná značka pro toto plemeno v České republice je MT.
2015: V České republice je již přes sto jedinců a hned několik chovatelských stanic. Oblíbené je toto plemeno po celém světě, nevyjímaje Austrálii nebo sever Evropy. Nejvíce jedinců s průkazem původ je zaregistrováno v Anglii, Německu a Belgii.

## Vzhled
Je kompaktní a velmi elegantní a přesto atleticky stavěné, celkově dobře osvalené a s jemnou konstrukcí a celkově i lehkou kostrou. Malé, až střední velikosti. Srst velmi dobře přiléhá, je krátká, na dotek hebká a velmi dobře kryje před vodou i chladem. Zbarvení srsti je charakteristické i pro dobrmany; je to černá s hnědým pálením. Na krku nevytváří límec a na ocase prapor.
Hlava je vyvážená, lebka je plochá a dlouhá. Lícní kosti nejsou vůbec výrazné. Oči jsou malé, kulaté a většinou celé hnědé, bělmo není vidět. Mají klasický inteligentní výraz. Jsou hluboko posazené. Stop je dobře zřetelný, ale ne až příliš. Má pravidelný nůžkovitý skus a menší silné zuby. Uši se v minulosti kupírovaly, dnes je to zakázané, a tak má toto plemeno polovztyčené uši ve tvaru V. Jsou nízko posazené a velké.
Krk je dlouhý, zužující se. Šíje je mírně klenutá, bez laloku a srst na něm nevytváří límec. Rovný a dobře osvalený. Hřbet je krátký, rovný a dobře osvalený. Ocas je krátký, směrem ke špičce se zužuje, ale u kořene je silný. V akci je nesen nad hřbetní linií, v klidu může být nesen i pod ní.
Přední i zadní končetiny jsou zcela rovné, dobře osvalené. Hrudní končetiny jsou dobře zaúhlené. Tlapky skoro kočičí, tedy kulaté. Drápky černé a silné.
Hmotnost psů (samců) se pohybuje od 6 až do 10 kg, u fen od 5 do 8 kg, ale optimální váha je 7 až 8 kg. Výška v kohoutku je okolo 32 cm.

### Varianta toy
I manchester teriér podlehl dnešním trendům a tak byla vyšlechtěna i toy varianta tohoto plemene. Kromě výšky a váhy se však vzhledem neliší. Lehčí (pod 5 kg) a vzrůstově menší jedinci tohoto plemene se řadí jako samostatné plemeno anglický toy teriér neboli black and tan toy teriér.

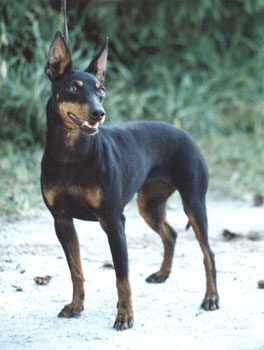

## Povaha
Toto plemeno má pravou teriérskou povahu; je to dobrý hlídač a velmi hlasitý, ke známým lidem přátelský a laskavý a svoji rodinu milující a chránící. Je naprosto oddaný jednomu členu rodiny a k ostatním se chová tak, jak to dělá jeho pravý páníček. Ovšem ostatní členy rodiny také v rámci mezí poslouchá a je k nim loajální. Je hravý a velmi inteligentní a bystrý, rychle se učí, to se týče i zlozvyků. Je ale i pyšný a nemá rád, když se nad něj ostatní dominantní jedinci povyšují. Nejraději je se svým pánem, ale odloučení snáší dobře. Je naprosto vyrovnaný a nebojácný. Také sebevědomý.
S jinými psy vychází skvěle, ale má tendenci honit rychle se pohybující předměty, nevyjímaje cyklisty a auta. Je vhodné toto plemeno chovat ve smečkách.
I děti má velmi rád a rád si s nimi hraje. Nebude je ale respektovat, pokud se to nenaučí již v co nejnižším věku.

## Péče
Péče o toto plemeno není nijak náročná — srst stačí 1x týdně vykartáčovat, procházky nevyžaduje a ani do uší se nemusí nijak zasahovat. Drápky se ale musí aspoň 1x ročně zastřihnout, pokud si je pes nebrousí o chodník.
Srst se nemusí mýt moc často, bohatě stačí 1x za rok umýt šamponem. Častější mytí šamponem by způsobilo problémy s kůží, protože srst by ztratila svoji přirozenou mastnotu.
Socializace i výchova tohoto plemene jsou velmi důležité. Již jako štěně jej musíte seznámit se všemi členy rodiny, nevyjímaje zvířata. Také je dobré jej seznámit s dopravními prostředky, které využíváte častěji. Protože je toto plemeno spíše smečkové, bude mít v dospělosti tendenci seznamovat se s neznámými zvířaty i psy, což může přinést jak radost, tak smůlu a ukousnuté ucho.
Výcvik ani výchova by neměly být založené na přílišném bití a trestání, protože manchester teriér má velmi dlouhou paměť a všechny negativní zážitky s vámi si bude pamatovat. Výcvik není nutností, ale každý pes nynější doby by měl umět alespoň základní povely, hlavně přivolání.
Procházky nevyžaduje a stačí mu krátká procházka každý den. Není to dobrý společník pro sportovce, protože nemá tak dobrou kondici, aby běhal 10 km u kola svižným tempem a pak ještě šel na dlouhou túru. Časem se dobrá kondice dá vytrénovat, chce to ale hodně času. Pro toto plemeno jsou jinak vhodné všechny typy pohybu, od plavání až po psí sporty.

### Vhodné psí sporty
Jako vhodný psí sport s tímto plemenem se jeví flyball a agility, jelikož netrpí žádnými potížemi s klouby a je to dobrý aportér se zápalem do všeho. Vhodný je ale i dogdancing, přesto se toto plemeno na závodech dogdancingu moc často nevidí.

## Zdraví
Při uchovnění nejsou žádná zdravotní vyšetření povinná, což svědčí o tom, že manchester teriér je relativně odolné plemeno, které není příliš zatíženo nemocemi. Přesto se u něj mohou objevit problémy s pohybovým aparátem – luxace patelly. Je vhodné, a to hlavně v juniorském věku, podávat jako doplněk stravy kloubní výživu. 
Dále se může objevit von Willebrandova nemoc, což je porucha srážlivosti krve, která vede ke krvácivým stavům. Psa je možné nechat testovat, doporučujeme tedy kupovat štěně po zdravých rodičích. Dále se mohou vyskytnout oční vady.